# Port lotniczy Sada
Port lotniczy Sada – międzynarodowy port lotniczy położony w mieście Sada, w Jemenie.